# Mastacembelus niger
Mastacembelus niger är en fiskart som beskrevs av Sauvage, 1879. Mastacembelus niger ingår i släktet Mastacembelus och familjen Mastacembelidae. IUCN kategoriserar arten globalt som livskraftig. Inga underarter finns listade i Catalogue of Life.